# Stylopoda anxia
Stylopoda anxia är en fjärilsart som beskrevs av Smith 1908. Stylopoda anxia ingår i släktet Stylopoda och familjen nattflyn. Inga underarter finns listade i Catalogue of Life.